# 75836 Warrenastro
75836 Warrenastro è un asteroide della fascia principale. Scoperto nel 2000, presenta un'orbita caratterizzata da un semiasse maggiore pari a 2,5213147 UA e da un'eccentricità di 0,1152451, inclinata di 3,44133° rispetto all'eclittica.
L'asteroide è dedicato alla Warren Astronomical Society di Detroit.